# Eqrem Libohova
Eqrem Libohova (ur. 24 lutego 1882 w Gjirokastrze, zm. 7 czerwca 1948 w Rzymie) – albański polityk i dyplomata, dwukrotny premier rządu albańskiego, syn Ali Neki Paszy, młodszy brat Myfita Libohovy.

## Życiorys
Był synem gubernatora Gjirokastry Neki Paszy i Behixhe, pochodzenia czerkieskiego. Kształcił się w szkole Zosimaia w Janinie i w liceum Galatasaray w Stambule. Ze Stambułu wyjechał do Brukseli, gdzie studiował w Akademii Wojskowej. W latach 1904–1909 służył w kawalerii armii osmańskiej. Ze służby wojskowej przeszedł do administracji osmańskiej. Sprawował funkcję podprefekta na jednej z wysp Dodekanezu, prefekta Wlory, a wreszcie gubernatora Czamerii. W czasie I wojny bałkańskiej jako dowódca brygady walczył przeciwko wojskom greckim w rejonie Janiny, a następnie wycofał podległe mu oddziały na terytorium dzisiejszej Albanii.
W lutym 1914 znalazł się w składzie delegacji albańskiej, która wyjechała do Neuwied z prośbą o objęcie tronu Albanii przez Wilhelma Wieda. W latach 1914–1915 był adiutantem księcia Wilhelma Wieda, w stopniu majora, razem z którym opuścił Albanię po wybuchu wojny. Okres pierwszej wojny światowej spędził głównie na Korfu, współpracując z Esadem paszą Toptanim. Po jej zakończeniu powrócił do Albanii i w 1922 wyjechał do Rzymu by kierować tam poselstwem albańskim. W 1931 towarzyszył królowi Zogowi w czasie pobytu w Operze Wiedeńskiej, kiedy ten był celem zamachu. Sam został postrzelony w nogę przez zamachowców.
W latach 1934–1936 był ministrem Albanii we Francji, akredytowanym także w Belgii. Jako rzecznik bliskiej współpracy z Włochami w latach 1936-1939 kierował resortem spraw zagranicznych. W tym czasie należał do ścisłego kierownictwa Albańskiej Partii Faszystowskiej. Po agresji włoskiej opuścił kraj razem z królem Zogu. W latach 1939–1941 przebywał poza krajem. W styczniu 1943, po dymisji rządu Mustafy Kruji strona włoska zwróciła się do Libohovy, aby ten jako wpływowy właściciel ziemski stanął na czele rządu. Jego gabinet przetrwał zaledwie trzy tygodnie. We wrześniu 1943 po kapitulacji Włoch należał do grona zwolenników współpracy z Niemcami, na zasadach "ograniczonego zaufania". W 1944 z pomocą włoskiego generała Alberto Parianiego wyjechał z kraju i do końca życia pozostał we Włoszech. W latach 1944-1945 internowany w Lecce, skąd w 1945 wyjechał do Rzymu.
Był żonaty z Fezilet z d. Vlora, z którą miał dwoje dzieci: Ballkiza i Shenishę.